# Vendôme,la sick Kaiseki
『Vendôme,la sick Kaiseki』（ヴァンドーム・ラ・シック・カイセキ）は、日本のテクノポップユニット、SPANK HAPPYの3作目のスタジオ・アルバム。

## 概要
岩澤瞳をボーカリストに迎え入れた第二期SPANK HAPPYにとっては2作目のスタジオ・アルバム。
前作『Computer House of Mode』に引き続き、菊地成孔はボーカリストとして制作に臨んだ。
菊地はSPANK HAPPYの制作のアティテュードについて、ファッションショーで使われる音楽にしたいと述べ、制作中は常に色んな時代の色んなメゾンのファッションショーをモニターに映していたという。また、SPANK HAPPYの楽曲をファッションショーで使ってもらいたいと強く思っていると述べた。
『Vendôme,la sick Kaiseki』というタイトルは、Vendômeがフランスのヴァンドーム広場、sickは英語のSick（病的）とフランス語のChic（粋）のダブルミーニング、Kaisekiについては、ジャポニスムやシノワズリ、懐石料理や生け花の要素をこのアルバムに入れたかった結果、｢Vendome,la sick Ikebana｣ではマズいのでKaisekiにしたとのこと。
2001年、21世紀の最初の年に菊地がウイーンに訪れ、19世紀末の雰囲気が漂う街並みであると同時に、ユーロが始まり貨幣が変わる年であったウイーンに、世紀末感のある中で新世紀が始まったという強烈なイメージがこの作品に与えた影響が強いとのこと。
また、同時期に80年代ブームが起こり、当時日本が不景気である中で好景気だった時代のものが流行っているという倒錯と、世紀末感のある中で新世紀が始まったという倒錯、その２つの倒錯がイメージの中でバチッと繋がりアルバムの全体像が出来上がったと述べた。
当時25歳の岩澤瞳であったが、子供の声・子供の思想であるという事も1つの倒錯であると述べ、アルバム全体に無数の「倒錯」した物事を散りばめている。
「作曲に関しては、素晴らしい独自性や閃きだとかオリジナリティってのは投げてる」と述べ、懐石料理の様に入れ物だけ借りて、自分の思想を盛るという手法を取っている。
2003年の時点でのポップ・ミュージックの盲点を「有毒では無い・悪意が無い」とし、世の中は有毒で、裏切りもあり、人間の想像力の中には恐ろしいダークサイドもあるが、毒も少量ずつ持っていれば毒に対する耐性が出来てくるので、一方ではヘルシーにしたい為の毒という事でもあり、そういう物をポピュラーミュージックの市場の中に盛り込んでいく考えを述べた。

## 収録曲
1. FAME
（作詞・作曲：Carlos Alomar・David Bowie・John Lennon　編曲：菊地成孔）
David BowieのFameのカバー。
ピエール・カルダンのファッションショーの映像を見ていたらFameがかかっており、ショー自体も非常に良く、凄く感動したためカバーする事を決めたとのこと。
カバーを1曲目に持ってきた事については、アルバムが始まるに於けるそのイントロダクションとしてデカダンの象徴として選んだ。
2. chic/シック
（作詞・作曲：菊地成孔　編曲：矢野博康）
前述の様に、シックはダブルミーニングであり、粋でエレガンス・オシャレであるという事と同時に病気を意味している。
この曲は、David BowieのFassionと全く同じコード進行であり、前述の入れ物を借りる方式としてFassionを引用した。
最初は、FassionをカバーしてFameみたいな曲を作ろうと思っていたが、FAMEの方が曲が良く出来た為、Fameをカバーとする事にした。
3. Vendôme,la sick Kaiseki/ヴァンドーム・ラ・シック・カイセキ
（作詞・作曲：菊地成孔　編曲：パードン木村）
チャイルドポルノ・ロリコンの問題についての詞を自動書記的に書いてしまい、出すか破棄するか迷った末、出して良い時代になったと判断した為、出すことを決めた。 　　Music Video は菱川勢一が監督した。
4. Les enfants jouent a la russle/子供達はロシアで遊ぶ
（作詞・作曲・編曲：菊地成孔）
5. Le capitalisme est encore valable/資本主義は未だ有効である
（作詞・作曲：菊地成孔　編曲：菊地成孔・上林俊雅）
日本がデフレに陥り、資本主義経済が断末魔をあげてる様なイメージと、生まれた瞬間のオギャーと泣く声が似てるのではないかという倒錯がコンセプトの楽曲。
6. Un monstre elegant/エレガントの怪物
（作詞・作曲：菊地成孔　編曲：矢野博康）
菊地が幼少時に、兼高かおる世界の旅という番組で見たパリコレに対して、エレガントな強迫観念を引きずっており、それに導かれて作られた。
7. vacances noires/バカンス・ノワール48℃
（作詞：広部直子・菊地成孔　作曲：菊地成孔　編曲：菊地成孔・オオエタツヤ）
「太陽が眩し過ぎたから母親を殺した」で知られる｢異邦人｣を引用し、「小娘による父殺し」という設定にし、ファザコンの問題等をテーマとして制作された。
8. L.bylon's dead bass lines/午前4時のティー・パーティー
（作詞：広部直子・菊地成孔　作曲：菊地成孔　編曲：パードン木村）
バイロンの詩の一節に、クラブカルチャーに関して最初に言及した最古の文章があり、朝まで踊り狂うという事は何も90年代以降のクラブカルチャーだけでは無く、人間が最初から持ってた文化だという事の表現を引用した。
9. PHYSICAL
（作詞・作曲：Steve Kipner・Terry Shaddick　編曲：矢野博康）
オリビア・ニュートン＝ジョンのPhysicalのカバー。
岩澤が「Physical」を歌うべきだという様な、固いそのコンセプト上の決心が先ず最初にあったので、「PHYSICAL」を最初に作ったとの事。
編曲の矢野博康には、ジョルジオ・モロダーみたいにして欲しいと要望した。
10. De Venus a Antoinette/ヴィーナスからアントワネットまで
（作詞・作曲：菊地成孔　編曲：菊地成孔・オオエタツヤ）
菊地は、アルバム全体が致死量には至らないが有毒な物だとしているが、毒が回ったまま終わってしまうのも難なので、最後にはハッキリとしたディスコで終わろうと決めていたと述べた。

## 普通の恋
2004年1月28日には、菊地成孔 feat. 岩澤瞳名義で『普通の恋』というシングルをリリースした。この事について菊地は、「僕の中ではもう古くなってしまったっていうか、2003年のリアルタイムの状況から見るともう既に古い歌なのね。で、とにかくSPANK HAPPYの作品ではこれ無いから。もう既に。SPANK HAPPYの｢Vendôme,la sick Kaiseki｣とはかけ離れてる音楽だから、僕のソロ。最初で最後のソロシングルって事にすりゃ面白いかなって事で、出す事にしました。」と述べた。「普通の恋」のMusic Video は菱川勢一が監督した。
2024年10月30日、アーバンギャルドによるカヴァーがリリースされた（シングル『昭和百年少女』に収録）。
- 普通の恋（2004年1月28日 Viewsic Discs）

1. 普通の恋
（作詞・作曲：菊地成孔　編曲：菊地成孔・坪口昌恭）
2. フロイドと夜桜
（作詞・作曲：菊地成孔　編曲：Polymoog）